# Магінськ
Магі́нськ (рос. Магинск, башк. Магинск) — село (у минулому селище) у складі Караідельського району Башкортостану, Росія. Адміністративний центр Магінської сільської ради.
Населення — 1491 особа (2010; 1519 у 2002).
Національний склад:
- росіяни — 58 %
- башкири — 26 %